# CR Béni Thour
Der CR Béni-Thour (Chabab Riadhi Béni Thour / CRBT) ist ein algerischer Fußballverein aus Ouargla. Er trägt seine Heimspiele im Stade 24 Février aus.
Der Verein wurde 1990 gegründet und konnte 2000 als Zweitligist überraschend den algerischen Pokal gewinnen. Damit konnten sie sich für die afrikanischen Wettbewerbe qualifizieren, wo sie die zweite Spielrunde erreichten. Aktuell spielt der Verein in der dritten Spielklasse des Landes.

## Statistik in den CAF-Wettbewerben
| Wettbewerb                    | Runde    | Gegner                | Hinspiel | Rückspiel |  |
| ----------------------------- | -------- | --------------------- | -------- | --------- |  |
|                               |          |                       |          |           |  |
| African Cup Winners’ Cup 2001 | 1. Runde | Steve Biko FC         | 0:1 (A)  | 2:0 (H)   |  |
|                               | 2. Runde | Niger Tornadoes Minna | 1:0 (H)  | 0:2 (A)   |  |